# Haigermoos
Haigermoos är en ort och kommun  i Österrike. Den ligger i distriktet Braunau am Inn i förbundslandet Oberösterreich, 260 kilometer väster om huvudstaden Wien. 
Kommunen består av nio orter (Ortschaften) (inom parentes invånarantal 1 januari 2024):

- Aich (24)
- Edt (22)
- Haigermoos (194)
- Hehermoos (85)
- Marktl (1)
- Ortholling (25)
- Pfaffing (36)
- Weyer (233)
- Witzling (21)